# Corydalis squamigera
Corydalis squamigera är en vallmoväxtart som beskrevs av Z. Y. Su. Corydalis squamigera ingår i släktet nunneörter, och familjen vallmoväxter. Inga underarter finns listade i Catalogue of Life.